# 上州テレビ
株式会社上州テレビ（じょうしゅうテレビ）は、群馬県内の情報を発信や、群馬に絡む様々な映像を制作配信する映像制作会社である。

## 概要
2013年7月に法人化。
群馬県高崎市に会社を置き、関東を中心に全国各地で静止画・動画の企画制作業務を行っている